# Melvin Kingsale
Melvin Kingsale (2 april 1997) is een Nederlands voetballer die doorgaans als verdediger speelt.

## Carrière
Melvin Kingsale speelde in de jeugd van Feyenoord, en vertrok in 2016 naar FC Dordrecht. Hier maakte hij zijn debuut op 3 februari 2017, in de met 2-2 gelijkgespeelde thuiswedstrijd in de Eerste divisie tegen Fortuna Sittard. Hij kwam in de 75e minuut in het veld voor Everon Pisas. Hij speelde in totaal vier wedstrijden voor FC Dordrecht in de Eerste divisie, waar hij in 2017 vertrok. Van 2018 tot 2020 speelde hij voor Vitesse Delft, en sindsdien voor SV Poortugaal.
In 2012 werd hij geselecteerd voor het Nederlands voetbalelftal onder 15, waarin hij een oefenwedstrijd speelde: Op 24 mei 2012 tegen Duitsland onder 15, waarin met 3-2 werd verloren.

### Statistieken
| Seizoen                        | Club           | Land           | Competitie     | Competitie | Competitie | Beker | Beker | Totaal | Totaal |
| Seizoen                        | Club           | Land           | Competitie     | Wed.       | Dlp.       | Wed.  | Dlp.  | Wed.   | Dlp.   |
| ------------------------------ | -------------- | -------------- | -------------- | ---------- | ---------- | ----- | ----- | ------ | ------ |
| 2016/17                        | FC Dordrecht   | Nederland      | Eerste divisie | 4          | 0          | 0     | 0     | 4      | 0      |
| Carrièretotaal                 | Carrièretotaal | Carrièretotaal | Carrièretotaal | 4          | 0          | 0     | 0     | 4      | 0      |
| Bijgewerkt op 19 februari 2017 |                |                |                |            |            |       |       |        |        |